# Süderschwei
Süderschwei ist Ortsteil von Schwei in der Gemeinde Stadland in Niedersachsen. Süderschwei befindet sich südlich der Ortschaft und besteht aus zwei Bauerschaften.

## Geschichte
Süderschwei ist eine auf Niedermoor gebaute Moorrand-Reihensiedlung. Die Parzellen sind lang und streifenförmig. 1721 ist die erste Schule nachweisbar. Bis 1965 bestand eine zweiklassige Schule. Während des Zweiten Weltkrieges war in Süderschwei ein Freya-Radargerät stationiert, die Anlage war Teil der Luftverteidigung des Kriegshafens in Wilhelmshaven. Die nächstgelegene Flakbatterie war die Flakbatterie Schweiburg.

## Verwaltungsgeschichte
Süderschwei war bis 1811 Bestandteil der Vogtei Schwei. Später gehörte es zur eigenständigen Gemeinde Schwei, von 1933 bis 1948 war es Teil der Gemeinde Rodenkirchen. Seit 1974 gehört es zur Gemeinde Stadland.

## Demographie
| Jahr | Einwohner |
| ---- | --------- |
| 1681 | 318       |
| 1762 | 350       |
| 1788 | 435       |
| 1791 | 360       |
| 1793 | 465       |
| 1811 | 373       |
| 1815 | 234       |
| 1855 | 410       |
| 1925 | 379       |
| 1939 | 307       |
| 1946 | 470       |
| 1950 | 565       |
| 1961 | 404       |
| 1970 | 238       |